# Ерд, Ингвар
Густаф Ингвар Бертиль Ерд (швед. Gustaf Ingvar Bertil Gärd; 6 октября 1921, Мальмё — 31 августа 2006, Мальмё) — шведский футболист, полузащитник.

## Карьера
Ингвар Ерд начал карьеру в клубе «Хакансторп» в 1936 году. В 1944 году он перешёл в «Мальмё». Он выиграл с клубом три чемпионата и три Кубка Швеции, проведя в составе команды 180 матчей и забив 2 гола. Затем футболист уехал в Италию, в клуб «Сампдория», в составе которой дебютировал 9 октября 1950 года в матче с «Новарой», а всего провёл за команду 20 встреч. Затем он возвратился в Швецию, но из-за существовавших тогда в национальной футболе правил, запрещающих играть в шведском первенстве футболистам-профессионалам, был вынужден завершить карьеру.
В составе сборной Швеции Ерд дебютировал 8 июня 1950 года в матче с Голландией. В том же году он поехал в составе национальной команды на чемпионат мира, где провёл все 5 матчей.
После завершения игровой карьеры Самуэльссон работал тренером. Он тренировал «Треллеборг», который вывел во второй дивизион. Затем работал с «ИФК Мальмё», выведя клуб в высший дивизион чемпионата Швеции с первого места. А в сезоне 1960/1961 вывел клуб в четвертьфинал Кубка европейских чемпионов, в котором клуб участвовал, как лидер первого круга национального чемпионата. Затем он вновь работал в «Треллеборге» и вновь «ИФК Мальмё». Затем в «Гуннарсторпе» и «Хёрбю».
Помимо футбола Ерд работал менеджером по продукции фурмы Wilhelm Sonesson в Мальмё, где он жил вместе с супругой-итальянкой Тони и семьёй сестры Лилиан.

## Международная статистика
| Матчи Ингвара Ерда за сборную Швеции | Матчи Ингвара Ерда за сборную Швеции | Матчи Ингвара Ерда за сборную Швеции | Матчи Ингвара Ерда за сборную Швеции | Матчи Ингвара Ерда за сборную Швеции | Матчи Ингвара Ерда за сборную Швеции | Матчи Ингвара Ерда за сборную Швеции |
| ------------------------------------ | ------------------------------------ | ------------------------------------ | ------------------------------------ | ------------------------------------ | ------------------------------------ | ------------------------------------ |
| №                                    | Дата                                 | Место проведения                     | Оппонент                             | Счёт                                 | Голы                                 | Турнир                               |
| 1                                    | 8 июня 1950                          | Стокгольм                            | Нидерланды                           | 4:1                                  | —                                    | Товарищеский матч                    |
| 2                                    | 25 июня 1950                         | Сан-Паулу                            | Италия                               | 3:2                                  | —                                    | Чемпионат мира                       |
| 3                                    | 29 июня 1950                         | Куритиба                             | Парагвай                             | 2:2                                  | —                                    | Чемпионат мира                       |
| 4                                    | 9 июля 1950                          | Рио-де-Жанейро                       | Бразилия                             | 1:7                                  | —                                    | Чемпионат мира                       |
| 5                                    | 13 июля 1950                         | Сан-Паулу                            | Уругвай                              | 2:3                                  | —                                    | Чемпионат мира                       |
| 6                                    | 16 июля 1950                         | Сан-Паулу                            | Испания                              | 3:1                                  | —                                    | Чемпионат мира                       |

## Достижения
- Чемпион Швеции: 1948/49, 1949/50
- Обладатель Кубка Швеции: 1944, 1946, 1947